# زاركو ميهايلوفيتش
زاركو ميهايلوفيتش (4 مارس 1920 - 16 سبتمبر 1986) كان مدرب كرة قدم يوغوسلافي، وقد أشرف على تدريب نوادي عدة مثل ريد ستار بلغراد، ونادي أو إف كي بلغراد، ونادي باوك، وفنربخشة، وإثنيكوس بيرايوس، وأبولون كالامارياس،، وكارشياكا، ونادي القادسية الكويتي، والمنتخب التركي لكرة القدم. وقد فاز مع ريد ستار، فاز بأول لقبين في الدوري عامي 1951 و1953.
وقد لعب في شبابه لنادي أو إف كيه بيوغراد.

## الروابط الخارجية
- National Champions 1951. نسخة محفوظة 2014-01-23 على موقع واي باك مشين.
- 1953 National Champions. نسخة محفوظة 2014-01-23 على موقع واي باك مشين.